# 轿

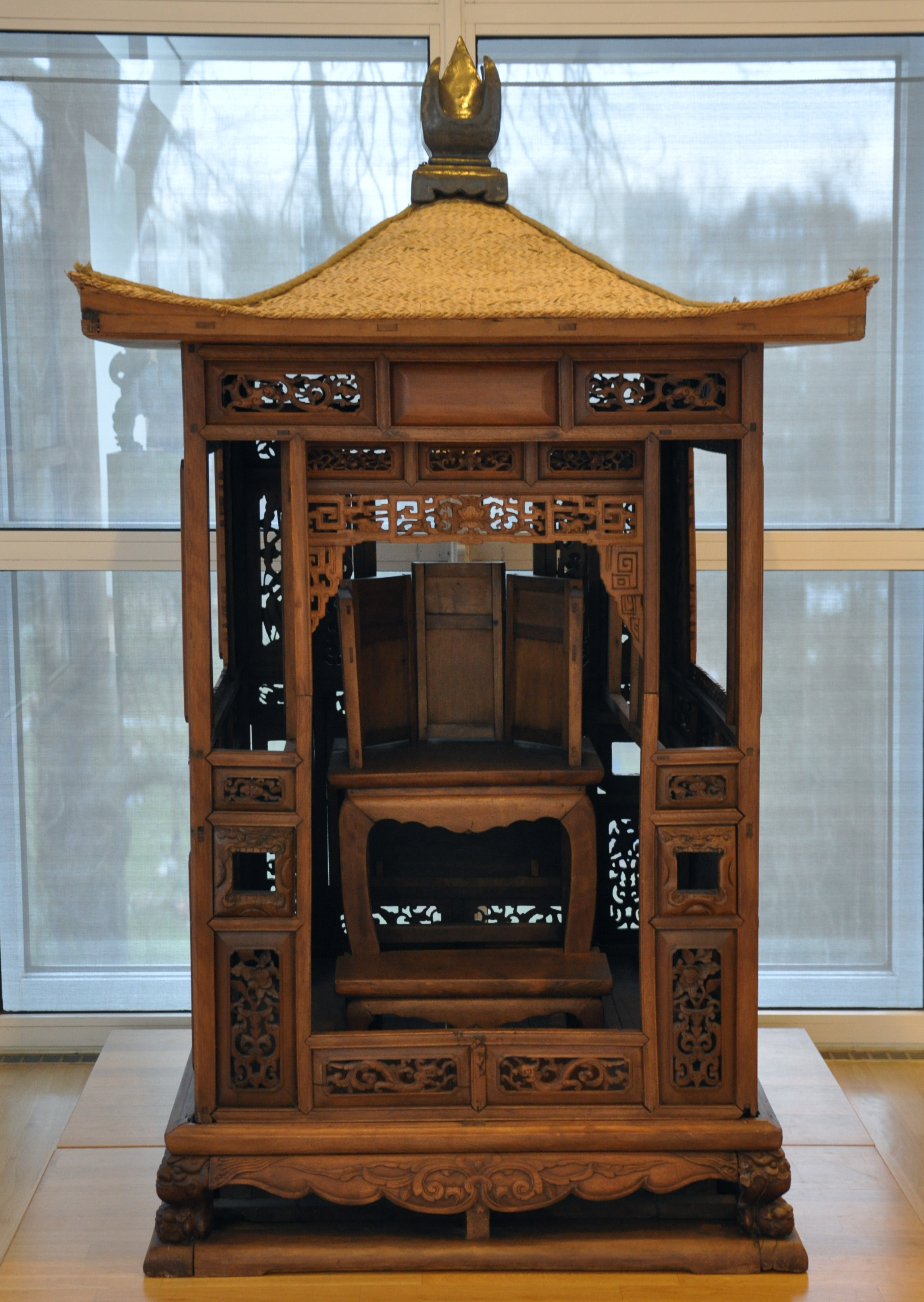
中式轎子

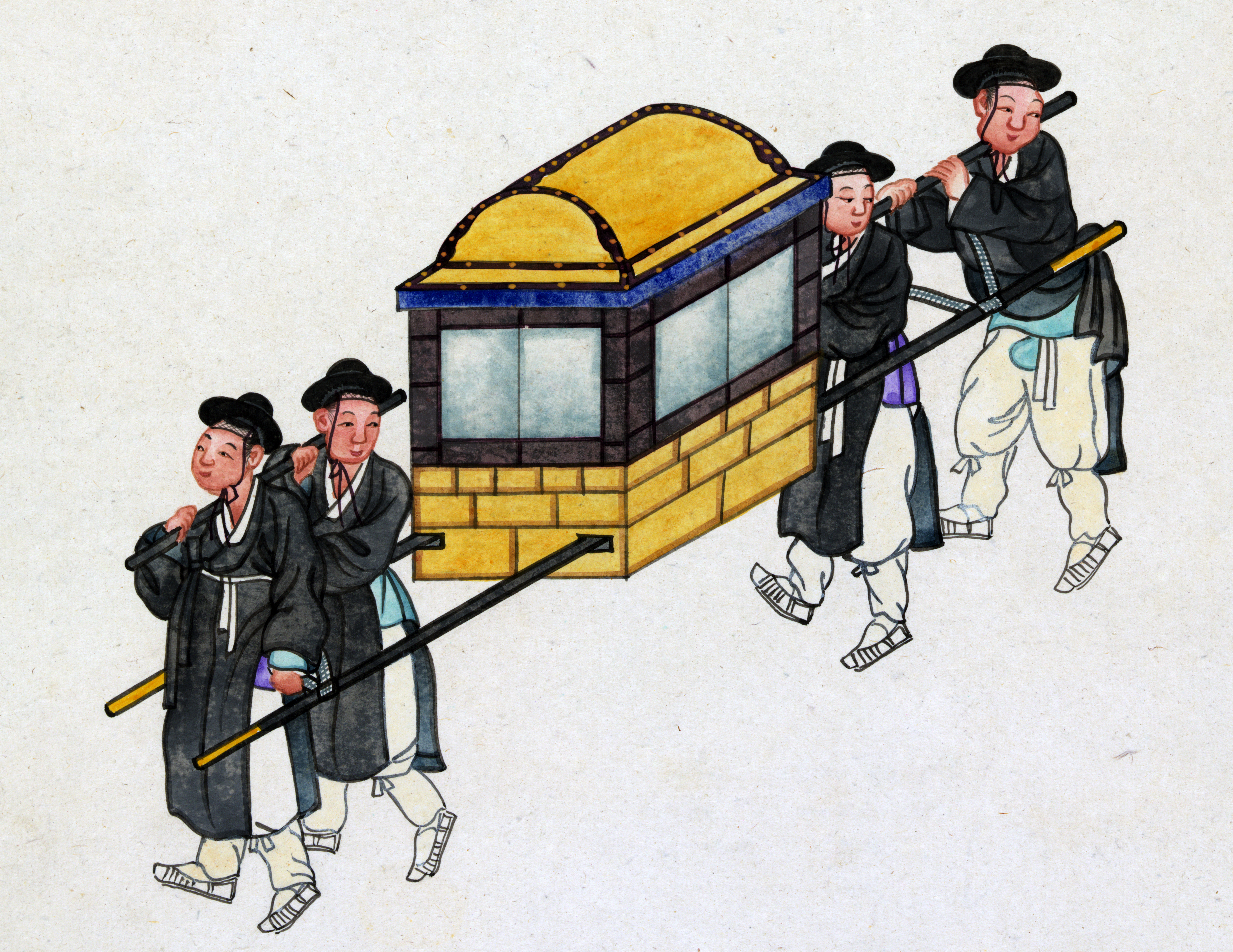
朝鮮王朝末年的轎子（가마） circa 1890年.

轿，也称轿子、輿，是一类運輸工具。广义的轿子外形为装有抬杠的无轮结构，乘客坐在其中，由两人或多人肩扛或手抬，步行运输。抬轿者称为轿夫。
和马车等其他旧时交通工具比，轿子的速度较慢，但更为平稳舒适。轿子也有利于穿行狭窄曲折的街道。另外由于雇佣人力来运输，也可以显示乘轿人的社会地位。
宋朝以前，轎子被稱作肩輦。唐朝時肩輦發展為步輦，專供皇室貴族成員、女性、老弱官員乘坐。自宋朝开始，轿子开始广泛流行。北宋也規定官員、百姓不能乘坐步輦，民眾將乘椅、躺椅改造成全封閉的轎廂。南宋時，轎子取代了牲畜車輛，成為出行第一大交通工具，可能因南宋馬匹太稀缺。
近现代，轿子先是被人力车，后被汽车逐步取代。在当代，除了少数险峻无道路的山地还在用抬椅、滑竿等运输外，轿子一般只用于旅游娱乐，以及婚礼、葬礼、廟會等传统仪式。

## 依形制區分

### 盒形轎
狹義的轎專特指有盒形坐箱者。其中坐箱框架上不蒙帷子者为凉轿（亮轿、显轿），蒙帷有盖者为暖轿（暗轿）。暖轿的框架一般是木制竖长方形，中间两侧固定两根圆柱形的木制轿杆，底下用木板封闭，上放靠背坐箱。轿顶以及左右后三侧以帷幕或木板封上，以遮风雨和保护乘客隐私。另外两侧的轿帷或木板上部，经常还另开盖窗帘的小窗。有些轎子前方有可掀动的轿帘，以便乘客和轿夫交流。亦有些設有轎門。

### 輿

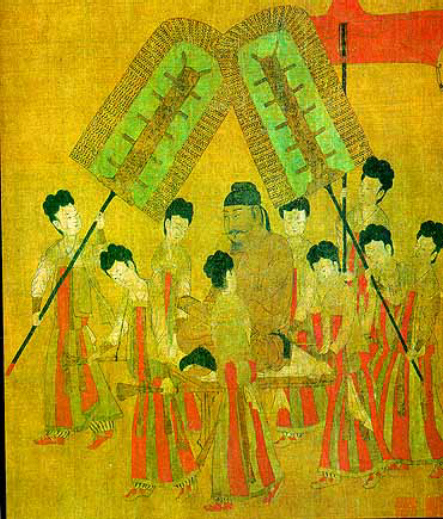
《步辇图》描绘的唐太宗乘坐步辇，由6个宫女手抬

没有盒形坐箱，而是使用开放的平台者称为舆或步舆。《隋书·礼仪志》记载南朝：“天子至于下贱，通乘步舆，方四尺，上施隐膝，以及襻，举之。无禁限。载舆亦如之，但不施脚，以其就席便也。” 但有些稱為步舆也使用封闭箱身，輿的名稱漸漸和轎混用。
装饰华美的舆也称为辇，一般仅限于君主或皇族乘坐。例如唐朝绘画《步辇图》描绘的唐太宗是乘坐在平台式的步辇上，由6个宫女手抬。

### 椅轎

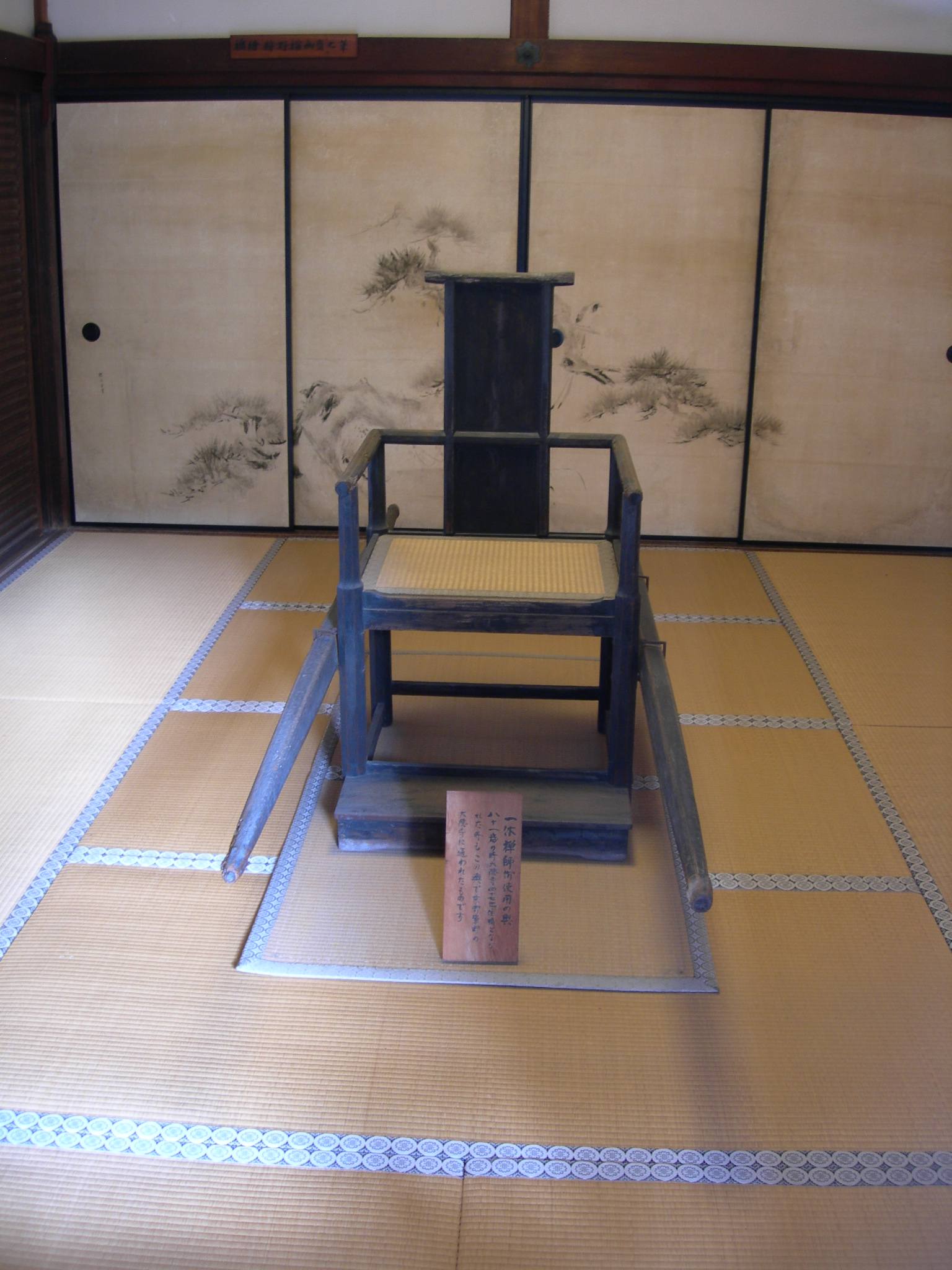
日本的椅轎

椅轎，又稱滑竿、篼轎、山篼、便轎、軟轎，以兩根轎竿分別捆綁在椅把兩側或贯穿椅子組成之輕便轎子。也比较适合山地地区。在朝鮮王朝由正三品官承旨与各官府参议以上的官员乘坐。

### 棚轎
以棚架作頂的轎，上面以織物覆蓋。

### 平轎
由一個平台構成的轎，無頂，左右及背面有圍欄，乘客需盤腿或正坐。

### 單杆轎

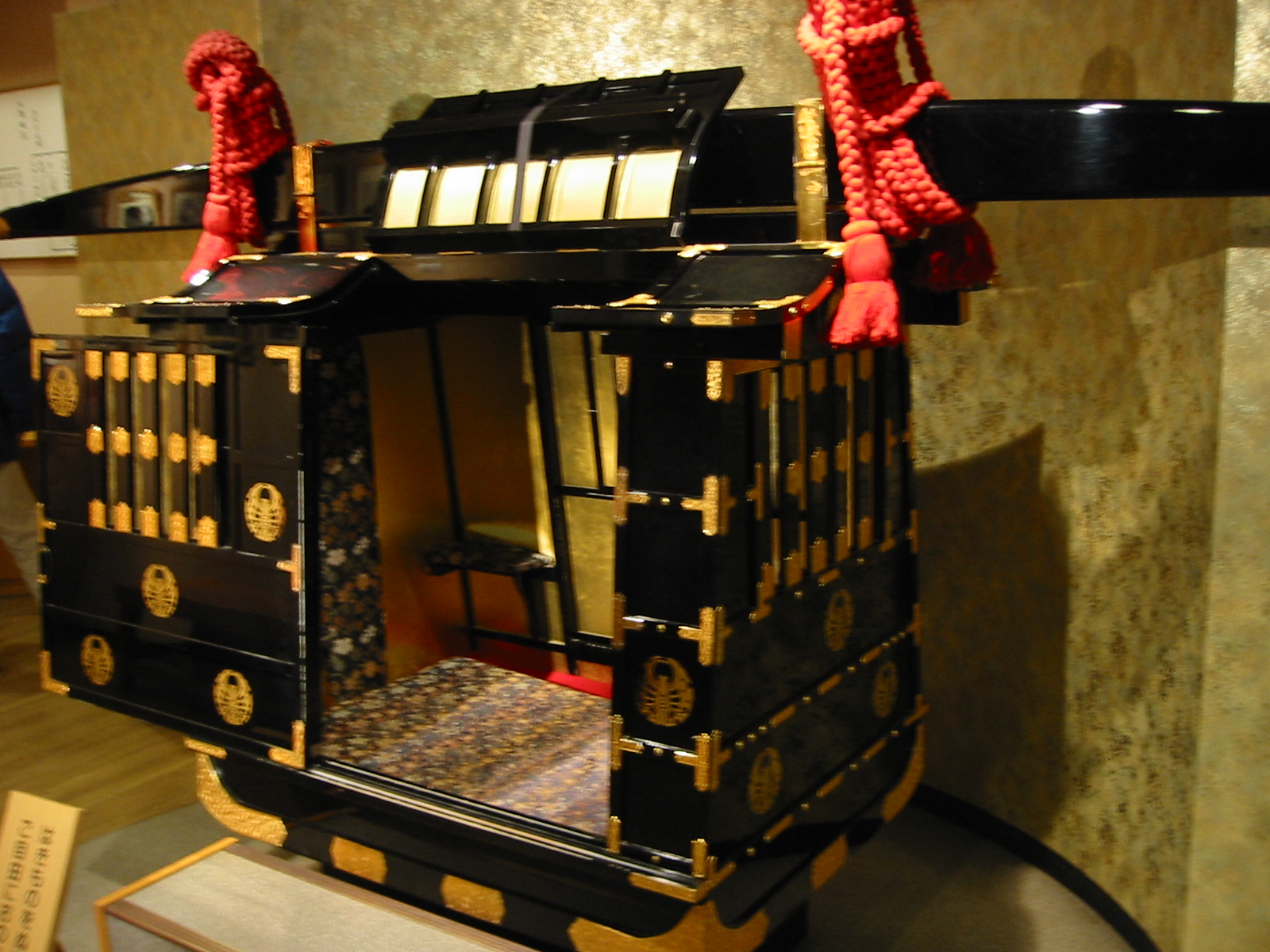
日本大名的驾笼

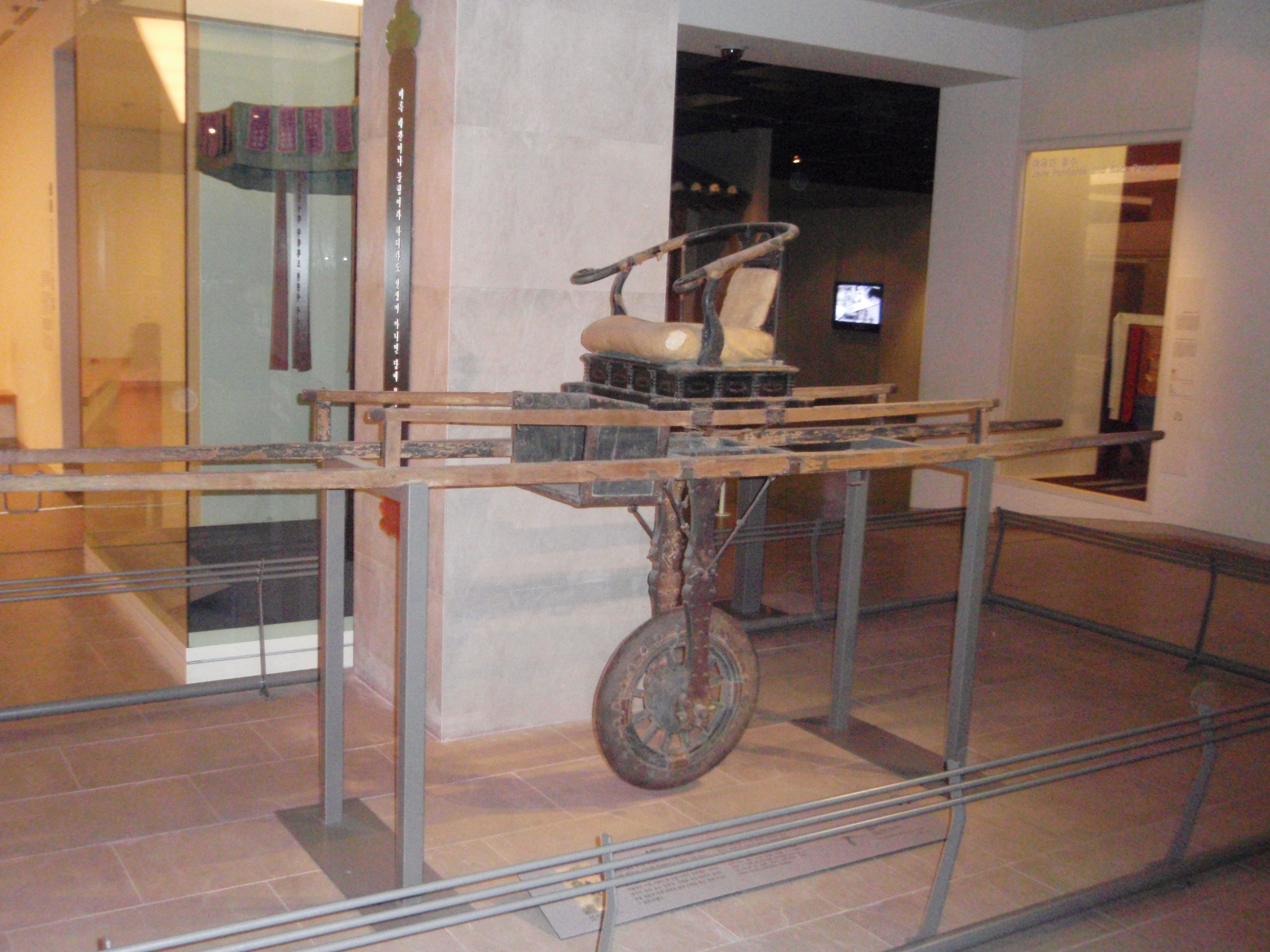
軺軒

單杆轎以一根轎杆抬起的轎，見於日本、琉球、越南、印度等地，轎杆在轎廂頂部或穿過轎廂上方，由前后二人肩扛，一般只能容一人盘腿坐下。轻便者则为杠下繫一织物制成的软座位而成。
蟹轎是臺灣早期所特有的一種單杆轎，使用年代從晚清至日治時期初期，流行於偏遠地區。蟹轎構造十分簡單，由一根竹竿支撐，再懸掛藤或竹編之座椅，乘客橫坐其上。因有如螃蟹一般橫行，因此稱為蟹轎。
轺轩是朝鮮的一種轎子，為开放的椅子式，一条主杆，下有单轮。

## 馬轎
馬轎又稱駕轎是用馬抬著的轎子，見於古代中國和朝鮮，把轎杆搭在前後兩匹馬的馬背上抬起。需要技術高超的騎師來駕駛。是富貴人家使用的代步工具。

## 獨轎
独轿是朝鮮一種放在牛背运输的轎子。

## 依功能分類

### 皇室用轎

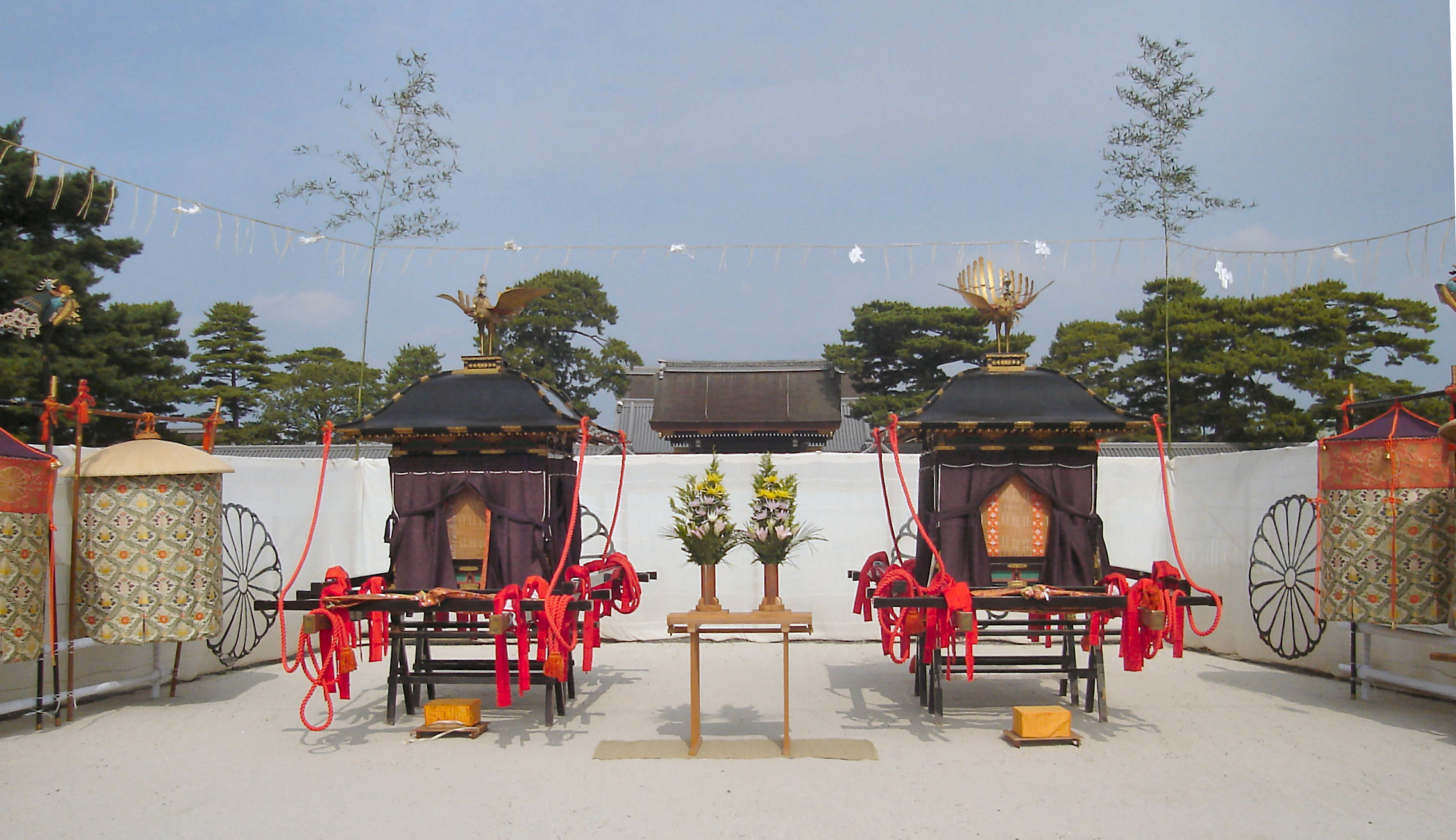
平安神宮時代祭的鳳輦

辇是東亞皇室所用的轎子，在中國只限皇帝、皇后等高級皇室成員乘坐，在朝鮮王朝只限国王、王妃和王世子乘坐。輦底下伸出两根长棍，有些輦前面和左右有垂帘。
鳳輦或鳳輿為天子、皇后所坐之轎子。翟轿类似辇但级别较低，在某些地區和朝代是妃嬪、皇女乘坐。在清朝是皇貴妃、貴妃乘坐在朝鮮王朝是公主、翁主乘坐。

### 官轿
官员出行乘坐的轿子。旧时中國官府衙门内设为此服务的轿厅，并长期雇佣轿夫，称“轿班”。官轿的规格、抬轿人数有严格限制。例如宋太宗规定“非品官不得乘暖轿”。明朝景泰四年規定，在京三品以上得乘轿。在清朝，四品以下官员可以乘坐蓝帷、2-4人抬的轿子，称为蓝呢轿子，三品及以上者则可乘坐8人抬的绿呢轿子。在朝鮮王朝，一品官以上的官员与耆老所的堂上官乘坐平轿。判书等官员乘坐四人轿，由前后各两人肩扛。由正三品官承旨与各官府参议以上的官员乘坐籃輿（椅轎）。
明相張居正坐過32人大轎，内分卧室及客室，还有小僮两名在内侍候，“五步一井，以清路尘，十步一庐，以备茶灶”，“所经由藩臬守巡迓而跪者，十之五六。居正意未慊，檄使持庭参吏部尚书礼，至是，无不长跽。台使越界趋迎毕，即身为前驱，约束吏卒，干陬飭厨博。”。

### 喜轎

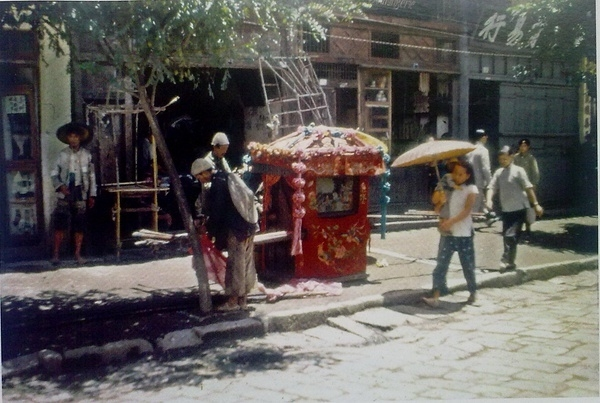
1940年代中期昆明的喜轎

喜轎、花轎是婚礼上，接新娘去丈夫家的轿子。朝鮮王朝平民婚礼可使用四人轎。

### 私轿
私人拥有和使用的轿子。專用於婦女乘坐的叫作女轎。
私轎中又有作為公共交通工具的公用轿子，顾客临时召唤。除租轎錢外，還要額外付轎夫工錢，按使用里程付费。

### 喪轎
丧轿是葬礼中，用于将棺材从停灵处抬到目的的轿子。经常是直接在棺材或棺罩上穿杠而成。又有草轿、腰舆等類型。

### 非載人轎

#### 神轎
神轎是神明所坐的轎。當聖駕巡遊時，人們會把神像或牌位請到神轎上，再由人抬神轎出巡。朝鮮用作運送牌位和香爐的轎稱為香亭子。

#### 龙亭子
朝鮮王朝朝廷用作運送國書、金銀財寶、玉冊的轎。

#### 彩舆
朝鮮王朝朝廷用作運送命服（誥命服飾）的轎。

## 傳播

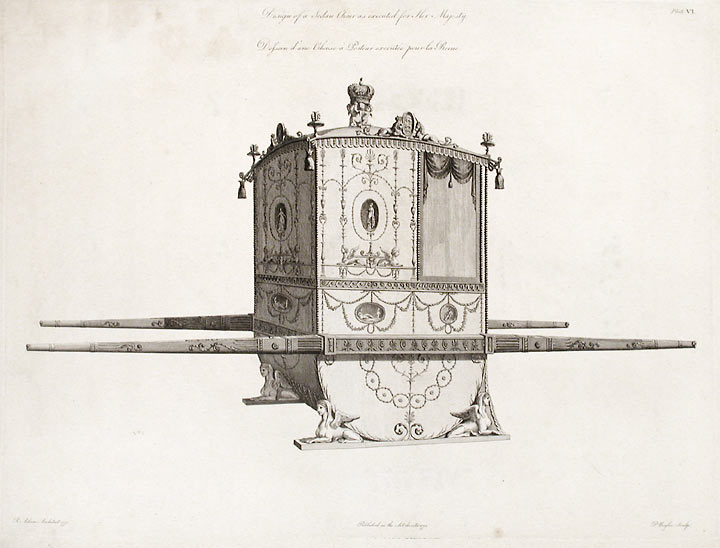
1775年，苏格兰设计家为英王喬治三世之妻夏綠蒂王后设计的轿子

在地理大发现期间，葡萄牙和西班牙航海家们在印度、墨西哥等地接触了轿子和肩舆。轿子从而传入西班牙，并进一步流传到法国和英国。另外，16-17世纪，意大利那不勒斯、热那亚等的街头也有供出租的抬椅，由二人抬运。
到了17世纪中期，抬椅在英国伦敦等地成为常见的交通工具。其优点包括减少交通高峰时对马车的需求、避免贵族女性的长裙在地上拖髒等。
殖民统治下的美国上层社会也曾通行抬椅。例如本傑明·富蘭克林就曾使用过它。